# Josef Weiss
Josef Weiss (también escrito Weiß; Košice, 5 de noviembre de 1864-Budapest, 1945) fue un compositor y pianista judío húngaro. Comenzó su carrera como concertista de piano en 1877, a la edad de 13 años. Actuó en salas de conciertos a nivel internacional hasta 1924 y fue particularmente admirado por sus interpretaciones de las obras de Johannes Brahms, Frédéric Chopin y Franz Liszt; el último de los cuales fue su maestro. Realizó varias grabaciones para Anker-Record con sede en Berlín y el editor musical berlinés Carl Simon publicaron varias de sus composiciones. Fue notablemente el primer compositor en escribir la música para una película en lengua alemana, escribiendo música que acompañó el estreno de El estudiante de Praga en 1913. Su partitura para piano para esa película fue posteriormente orquestada para presentaciones de esa película en festivales de música a nivel internacional en 2013. Víctima del Holocausto, murió mientras estaba internado en el gueto de Budapest en 1945.
Weiss era un concertista de piano talentoso que tocaba mejor en situaciones de menor presión. Los entornos de alto estrés tuvieron un impacto negativo tanto en su forma de tocar como en su temperamento. En 1910 se produjo un incidente muy publicitado entre Weiss y el director Gustav Mahler durante un ensayo con la Filarmónica de Nueva York en el Carnegie Hall. Algunas fuentes alegaron que Weiss atacó a Mahler durante una discusión con el director con su partitura, mientras que otras afirmaron que simplemente arrojó su partitura al suelo o cerró de golpe el piano durante una acalorada discusión. Las fuentes coinciden en que Weiss abandonó el ensayo y que la orquesta se vio obligada a buscar otro intérprete en el último minuto para su inminente concierto.   Este evento ampliamente publicitado tuvo un impacto negativo en la reputación de Weiss, aunque Mahler continuó teniendo a Weiss en alta estima como concertista de piano y mantuvo una amistad con el pianista después de que ocurrió este evento.

## Primeros años de vida y educación
Nacido en Košice, Josef Weiss era hijo de padres judíos húngaros, Emil y Charlotte Weiss. Un niño prodigio, comenzó su carrera como concertista de piano a la edad de 13 años. Al igual que su hermano, el compositor Henri Berény, fue alumno de Franz Liszt en el Conservatorio de Budapest. Entre sus otros profesores allí se encontraban Ferenc Erkel y Robert Volkmann. Luego estudió composición musical en el Conservatorio de Viena, donde uno de sus compañeros y amigos era Leoš Janáček. Posteriormente estudió piano en Alemania con Moritz Moszkowski.

## Carrera como pianista, compositor y profesor

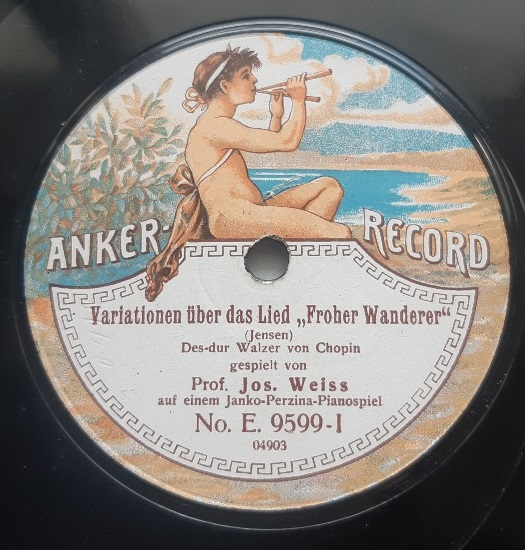
Disco de goma laca de 1911 realizado por Anker-Record con Weiss interpretando una obra de Chopin.

Como muchos músicos compositores de su época, Weiss dividió su tiempo entre actuar, componer y enseñar. Después de graduarse en el Conservatorio de Viena, se unió al cuerpo docente de la escuela de música de Theodor Kullak, la Neue Akademie der Tonkunst. Su primer éxito como compositor fue su Concierto para piano, op. 13, de la que fue piano solista en su estreno con la Orquesta Filarmónica de Berlín (precursora de la Filarmónica de Berlín) el 30 de diciembre de 1890. Representó esta obra nuevamente en Weimar bajo la batuta de Richard Strauss al año siguiente.
En 1891, Antón Rubinstein lo invitó a unirse a la facultad del Conservatorio de San Petersburgo, donde enseñó hasta 1893. Dio una serie de recitales en la ciudad de Nueva York en el Mendelssohn Hall entre 1898 y 1899, donde recibió elogios especiales de la crítica por su interpretación de las obras de Brahms. Regresó periódicamente a Nueva York, sobre todo como acompañante de Emma Nevada en actuaciones en el Metropolitan Opera. También ofreció una serie de conciertos de piano en Estados Unidos patrocinados por Steinway & Sons.
Weiss estableció su hogar en Alemania y vivió tanto en Leipzig como en Berlín. Como compositor, sus obras fueron escritas íntegramente para piano. Varias de sus composiciones fueron publicadas por el editor musical berlinés Carl Simon y también realizó varias grabaciones con la discográfica Anker-Record, con sede en Berlín. Se ganó la reputación de ser un gran intérprete de las obras de Johannes Brahms, Frédéric Chopin y Liszt. Sus ingeniosas interpretaciones de las Rapsodias húngaras de Liszt grabadas para Anker-Record en 1910 han sido de particular interés para los historiadores de la música y los coleccionistas de discos.
En 1913, Weiss escribió una partitura para piano para acompañar la película muda El estudiante de Praga (Der Student von Prag); una obra innovadora considerada la primera película artística alemana. Fue la primera partitura compuesta para una película alemana y Weiss interpretó la música en su estreno. Weiss tenía la intención de orquestar la partitura, pero esto nunca ocurrió. En el centenario de la película, su partitura para piano se presentó en un arreglo para orquesta de cámara orquestado por Bernd Thewes y grabado para presentaciones de la película en festivales de cine internacionales en 2013.
En 1914 Weiss se unió a la facultad del Conservatorio Stern de Berlín. De 1920 a 1924 realizó numerosas giras como concertista de piano, presentándose en conciertos en París, Chicago, Londres, Liepzig, Budapest, Viena y Nueva York, entre otros lugares, mientras mantenía una residencia en Berlín.

## Reputación

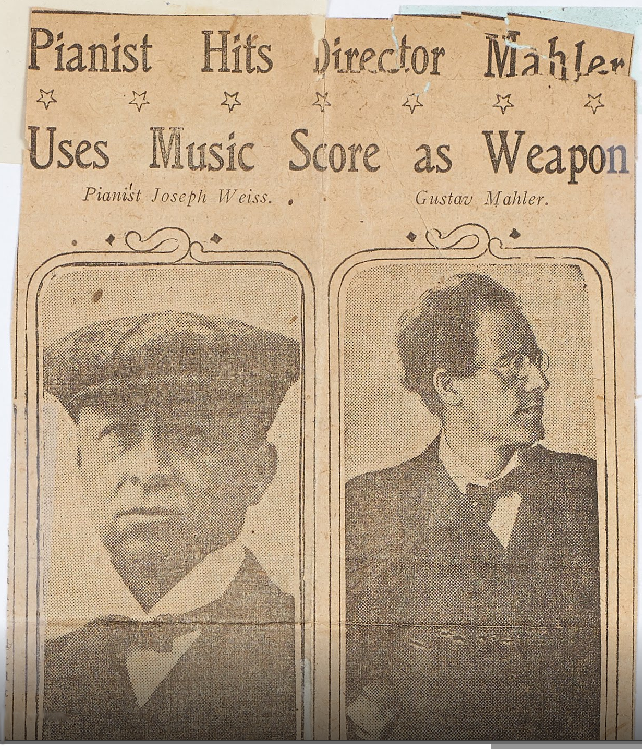
Recorte de prensa del 31 de enero de 1910 que cubre el incidente entre Weiss (izquierda) y Mahler (derecha).

La reputación de Weiss como pianista se vio empañada por problemas personales relacionados tanto con los nervios como con su temperamento. Ernő Dohnányi lamentó que la incapacidad de Weiss para controlar el nerviosismo fuera perjudicial para su interpretación. Consideraba a Weiss el «mejor pianista del mundo» cuando tocaba en conciertos de baja presión, pero señaló que en situaciones de alta presión los nervios de Weiss hacían que su forma de tocar fuera «exagerada y distorsionada». En ocasiones, su comportamiento en los conciertos mostraba un comportamiento excéntrico y errático que el historiador Gregor Benko consideraba similar, pero más agresivo, al del concertista de pianista Vladimir de Pachmann; otro pianista de esa época conocido por su comportamiento extraño en los conciertos.
En 1910, Weiss tuvo un estallido de alto perfil en un ensayo con Gustav Mahler y la Filarmónica de Nueva York en el Carnegie Hall. Los relatos varían, y algunas fuentes afirman que los hombres simplemente gritaron e intercambiaron palabras groseras entre sí, lo que terminó con Weiss cerrando de golpe el piano y abandonando el ensayo. Otras fuentes afirman que Weiss arrojó y golpeó a Mahler con su partitura para piano para el Concierto para piano de Schumann y tuvo que ser impedido por la fuerza para que no atacara físicamente a Mahler antes de irse. Otros relatos sugieren que Weiss simplemente arrojó su partitura al suelo con enojo, pero no a Mahler. Independientemente, la decisión de Weiss de abandonar el ensayo requirió que la orquesta encontrara un solista de último minuto para su inminente concierto, y este evento afectó negativamente su reputación.
A pesar de este incidente, Mahler consideraba a Weiss como «el mejor pianista que jamás había escuchado» y los dos hombres mantuvieron una amistad.

## Últimos años y muerte
Con el ascenso de la Alemania nazi, Weiss huyó de Berlín en 1936 y se dirigió a la ciudad de Košice. Incapaz de llevar mucho consigo más allá de lo que podía llevar en una maleta, tenía pocos recursos y se encontraba sin hogar. Tuvo una existencia nómada durante los años siguientes, pasando un tiempo primero en Italia y luego en Suiza antes de regresar a Hungría en 1939, donde se instaló en Budapest.
Weiss fue víctima del Holocausto . Fue internado involuntariamente en el gueto de Budapest y fue una de las primeras 80 personas internadas en ese gueto nazi en noviembre de 1944. Murió en ese gueto en 1945 en circunstancias desconocidas. Es posible que haya muerto realizando trabajos forzados o participando en una marcha de la muerte.